# Acantholippia seriphioides
Acantholippia seriphioides là một loài thực vật có hoa trong họ Cỏ roi ngựa. Loài này được (A.Gray) Moldenke mô tả khoa học đầu tiên năm 1940.